# Jacob Vestergaard
Jacob Vestergaard, född 7 april 1961 i Akrar, är en färöisk polis och politiker (Fólkaflokkurin).
Vestergaard har polisbakgrund och påbörjade sitt politiska liv som borgmästare i Sumbas kommun den 1 januari 1993. Han satt som borgmästare i över tio år till februari 2003, och under hela 2004. Han var ordförande i Føroya Kommunufelag mellan 2001-2003.
Han var fiskeminister i Anfinn Kallsbergs andra regering under en kort period mellan 2003 och 2004, och inrikesminister i Jóannes Eidesgaards första regering under 2005. Vestergaard avsattes 2007 efter sin hantering av flytten av Strandfaraskip Landsins huvudkontor till hans hemö Suðuroy. Han valdes först in i Lagtinget 2008, och fick då flest personröster av partiets kandidater. Hans röstframgångar förklarades med de mängder med röster som kom från Suðuroy, som sades vara ett tack för hans arbete med kontorsflytten. Han blev fiskeminister i Kaj Leo Johannesen första regering 2008-2011, medan Bjarni Djurholm ersatte Vestergaards plats i Lagtinget. Vestergaard var också utrikesminister och vicestatsminister mellan 19 januari till 6 april 2011. Han var under en kort period, 2011-2012, parlamentarisk ledare, innan han åter blev fiskeminister 2012 i Kaj Leo Johannesens andra regering.